# Indiefolk
Indiefolk is een muziekgenre dat in de jaren 90 van de 20e eeuw ontstond. Het komt voort uit de indierock en werd grotendeels beïnvloed door de folk en countrymuziek. De vroege indiefolk-artiesten zijn bijvoorbeeld Lou Barlow, Beck, Jeff Buckley en Elliott Smith. Het genre is sterk verwant met freakfolk, psychedelische folk, baroquepop en New Weird America en werd ook wel lo-fi indie genoemd.
De term Indie komt van het Engels woord 'independent', met het oog op het feit dat de muziek onafhankelijk van de grote platenlabels wordt gecreëerd en verspreid. Dit zegt daarom in principe meer over de productie dan de stijl van de muziek, terwijl folk (meestal wordt Amerikaanse en Britse muziek bedoeld) als genre verwijst naar muziek, die via mondelinge traditie van generatie op generatie is doorgegeven. Volgens AllMusic is folk eenvoudige, akoestische muziek die alledaagse gebeurtenissen en gewone mensen tot een mythische status verheft.

## Geschiedenis

### Jaren 1970-1990

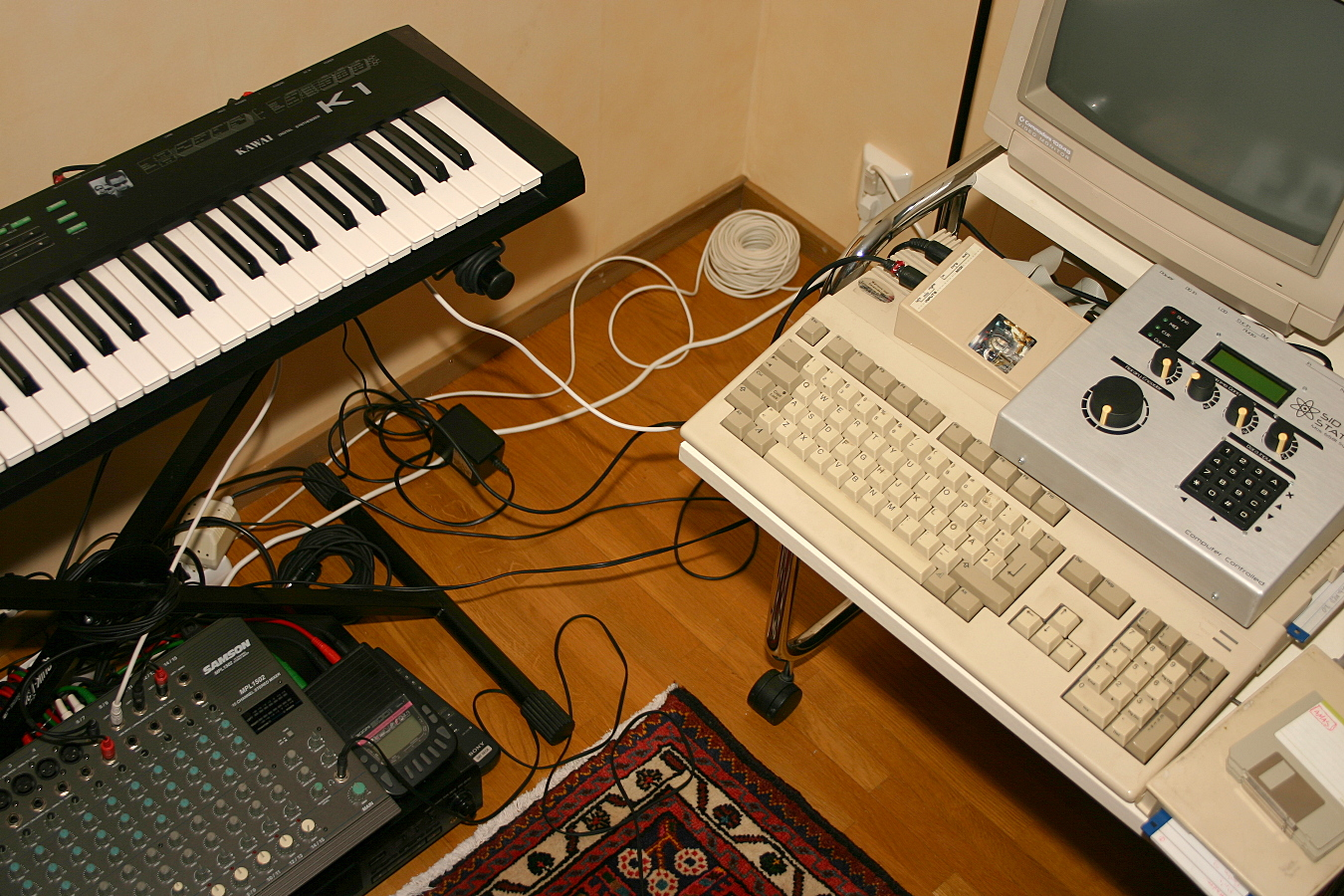
een slaapkamerstudio

In 1979 introduceerde Tascam, een dochterbedrijf van Teac, de Portastudio, de eerste draagbare vier-sporen cassetterecorder met de mogelijkheden van dubben, mixen en bouncen. De apparatuur was wel ruisgevoelig, maar gaf allerlei muzikanten, die niet in beeld waren bij de grote muzieklabels, de gelegenheid een fanbase op te bouwen door de verspreiding van hun cassettebandjes.
Vanwege de matige geluidskwaliteit kwam de naam lo-fi in zwang, het genre werd ook bedroompop genoemd, niet vanwege de slaapverwekkende muziek, maar vanwege het feit, dat de muziekstudio meestal de slaapkamer was.
Bands als Sebadoh (met Lou Barlow en Guided by Voices experimenteerden met lo-fi en kozen soms bewust voor een slechte geluidskwaliteit.

### Jaren 1990-2000
In de jaren 1990-2000 evolueerde het gebruik van het woord "indie", met name in "indie rock", als productieterm (geproduceerd buiten de grote platenlabels van de muziekindustrie) naar een bepaalde stijl van rock- of popmuziek die in de Verenigde Staten wordt beschouwd als het "alternatief voor 'alternatief'".
Een artiest, die naast een commercieel succes bewust indie muziek wilde uitbrengen was Beck Hansen, begonnen als folkartiest, maar in die tijd in allerlei stijlen experimenterend.
Meer in de indie rock hoek werkte Ani Di Franco, zij richtte in 1990 op 18-jarige leeftijd haar eigen indielabel Righteous Babe Records op, waar zij al haar eigen werk uitbracht. Zij tourde o.a. met mede indiefolkzanger Dan Bern. Beiden waren ook actief als protest-zanger, zowel in de vredesbeweging, als milieuactivist en als strijder voor vrouwenrechten. Akoustisch werk werd uitgebracht door Elliott Smith en Will Oldham, ook bekend als Bonnie "Prince" Billy.

### Jaren 2000-2010
Begin 2000 gingen indie labels als Saddle Creek Records, Barsuk Records, Ramseur en Sub Pop ook indiefolk uitbrengen.
Het indielabel "Sub Pop", een afkorting van "Subterranean Pop", heeft als bekendste indiefolkartiest Fleet Foxes. Fleet Foxes heeft meer succes gehad in Europa dan in de VS.
Het indielabel Merge Records bracht een album uit van M. Ward, die later met Zooey Deschanel het indiefolk duo She & Him zou vormen. M. Ward vormde met andere indieartiesten (o.a. Conor Oberst) met een folkachtergrond de supergroep Monsters of Folk, meer een rockband dan een folkband.

### Jaren 2010-2020
Eind jaren 2010 wekten artiesten als Phoebe Bridgers en Julien Baker de belangstelling voor het genre nieuw leven in. Bridgers noemt Elliott Smith als een fundamentele invloed op haar geluid. Samen met Lucy Dacus vormden zij de indierock supergroep Boygenius.
Het indielabel 4AD bracht indiefolk-albums uit van Aldous Harding en Bon Iver. Deze laatste verhuisde naar het in 1996 opgerichte indielabel Jagjaguwar, dat ook indiefolkzangeres Sharon Van Etten uitgeeft.
In het Verenigd Koninkrijk werd in 2007 Mumford & Sons opgericht, hoewel hun eerste album niet door een indielabel maar door Island Records werd uitgebracht wordt de band indiefolk beschouwd.

### Na 2020
Het jaar 2020 begon met een lockdown vanwege de coronapandemie, met grote gevolgen voor uitvoerende musici. Het niet kunnen touren en het gedwongen thuiszitten, had wel als gevolg, dat in die periode veel Do it yourself-muziek opgenomen werd.
Als naam voor een muziekstijl is indiefolk verwarrend, en wellicht daarom na de jaren 2010-2020 minder gebruikelijk. AllMusic ziet het als subgenre van indierock en gebruikt "Contemporary Folk" als benaming voor de post Bob Dylan-folk. Bij solo-artiesten wordt voor indiefolkartiesten ook als stijl singer-songwriter gebruikt.
Popmagazine Heaven gebruikt de term Indiefolk wel in haar recensies, maar classificeert het meestal in de wat bredere muziekstijl "roots folk".
Magazine Lust for Life gebruikt indiefolk in recensies evenmin nog als muziekstijl, terwijl indierock wel gebruikt wordt. Indiefolk is wel gebruikt bij een heruitgave van de albums van indierock band Bright Eyes.

## Groepen
Indiebandjes zijn vaak ontstaan rond een centrale musicus, die solo zijn muziek opnam, en voor live-optredens een band samenstelde.
Voorbeelden daarvan zijn :
- Zach Condon met Beirut
- Conor Oberst met Bright Eyes
- Alex Ebert met Edward Sharpe and the Magnetic Zeros
- Samuel Beam met Iron and Wine
- Justin Vernon met Bon Iver
- Jeff Mangum met Neutral Milk Hotel
- James Mercer met The Shins

## Solo artiesten
Solo artiesten in het indiefolkgenre worden meestal als singer-songwriter gecatalogiseerd. Voorbeelden zijn:
- Devendra Banhart
- Feist
- Fink naast zijn werk als dj
- José González
- Adam Green
- Gary Jules
- Damien Jurado
- Alexi Murdoch
- Frank Turner
- M. Ward

## Andere artiesten
| - Andrew Bird - Bishop Allen - Blind Pilot - Blitzen Trapper - Boy & Bear - Basia Bulat - Dawes - The Decemberists - Deer Tick - Delta Spirit - Fanfarlo - Fleet Foxes - Fruit Bats - Great Lake Swimmers - Lisa Hannigan - Horse Feathers - Ben Howard | - Kings of Convenience - Little Wings - Loch Lomond - The Low Anthem - The Lumineers - Middle Brother - Mister and Mississippi - Mumford & Sons - Joanna Newsom - Of Monsters and Men - Alina Orlova - Other Lives - Roo Panes - Robin Pecknold - Radical Face - Sufjan Stevens - The Tallest Man on Earth |